# Sandown-Klasse
Die Sandown-Klasse ist eine Klasse von Minenabwehrfahrzeugen, die ursprünglich für die britische Royal Navy geplant und gebaut wurde. Boote dieser Klasse werden inzwischen auch von der saudischen Marine (Royal Saudi Navy) und der estnischen Marine (Eesti Merevägi) eingesetzt. Zudem basieren die sechs zwischen 1999 und 2005 in Dienst gestellten Schiffe der spanischen Segura-Klasse auf einem modifizierten Entwurf der Sandown-Klasse.

## Geschichte
Die aus Fiberglas (GFK) gefertigten Boote der Sandown-Klasse wurden hauptsächlich für den Einsatz als Minenjagd- und weniger als Minensuchboote geplant. Das erste Boot der Klasse wurde von der Royal Navy am 9. Juni 1989 in Dienst gestellt. Insgesamt wurden zwölf Einheiten für die Royal Navy und drei für den Export nach Saudi-Arabien gebaut. Alle Einheiten der Royal Navy wurden nach britischen Küstenstädten benannt.
Die Cromer wurde 2001 an das Britannia Royal Naval College (BRNC) in Dartmouth übergeben und wird dort seitdem als Schulschiff Hindostan eingesetzt.
Entsprechend dem damaligen Strategic Defence Review wurden 2004 und 2005 drei weitere Einheiten der Royal Navy aus dem aktiven Dienst abgezogen. Ausgewählt wurden dazu die Sandown, Inverness und Bridport aus dem ersten Baulos. Diese drei wurden im September 2006 für 800 Mio. EEK nach Estland verkauft, um von der dortigen Marine reaktiviert zu werden. Hierzu wurden alle Boote grundlegend überholt (Tactical Control System, Atlas Elektronik Seafox ROV und Sonar). Das erste (ex-Sandown) wurde 2007 unter dem Namen Admiral Cowan in Dienst gestellt. Es folgten 2008 die Sakala (ex-Inverness) und 2009 die Ugandi (ex-Bridport). Ab 2018 wurden diese Boote nochmals einer grundlegenden Überholung unterzogen.
Inzwischen wurde von der Royal Navy auch das letzte der fünf Boote des ersten Bauloses aus dem aktiven Dienst zurückgezogen. Die sieben Einheiten des zweiten Baulos werden größtenteils noch über das Jahr 2020 hinaus bei der Royal Navy eingesetzt werden, da die geplanten Nachfolgebauten der Sandown- und Hunt-Klasse nach aktueller Planung erst Mitte der 2020er-Jahre zur Verfügung stehen werden. Im August 2021 wurde bekannt gegeben, dass zwei weitere Boote aus dem aktiven Dienst zurückgezogen werden. Diese sollen nach einer Überholung der ukrainischen Marine übergeben werden. Später wurde bekannt, dass die eigentlich dafür vorgesehenen Ramsey und Blyth an Rumänien gehen sollen, während die Ukraine Grimsby und Shoreham erhalten soll.

## Technik
Durch die Bauweise aus GFK erzeugt die Sandown-Klasse nur ein schwaches Magnetfeld, was optimal für ihren Einsatz als Minenjäger ist. Zudem sind die Boote für den Einsatz in tiefen Gewässern geeignet. Die Einheiten verfügen über zwei Dieselmotoren Paxman Valentia 6RPA 200-EM 1500, die eine Höchstgeschwindigkeit von 13 Knoten ermöglichen. Die maximale Reichweite der Sandown-Klasse beträgt 2.500 Seemeilen bei einer Geschwindigkeit von 12 Knoten.
Die ursprüngliche Hauptbewaffnung der Boote besteht aus einem 30-mm-Geschütz – die drei estnischen Einheiten wurden abweichend auf ein 23-mm-Zwillingsgeschütz umgerüstet. Zudem kann die Bewaffnung durch 12,7-mm-Maschinengewehre ergänzt werden. Für ihren Einsatz als Minenjagdboote sind die Einheiten mit Sensortechnik und Räumgeschirr ausgerüstet.

## Einheiten
Vereinigtes Königreich
Aktuell (Oktober 2023) werden noch drei der ursprünglich zwölf für die Royal Navy gebauten Boote der Sandown-Klasse von dieser betrieben:
| Kennung | Name      | Stapellauf | Dienstzeit | Verbleib                                               |
| ------- | --------- | ---------- | ---------- | ------------------------------------------------------ |
| M101    | Sandown   | 1988       | 1989–2005  | nach Estland verkauft (Admiral Cowan)                  |
| M102    | Inverness | 1990       | 1991–2005  | nach Estland verkauft (Sakala)                         |
| M103    | Cromer    | 1990       | 1992–2001  | als Trainingsschiff Hindostan am BRNC                  |
| M104    | Walney    | 1991       | 1992–2010  | außer Dienst                                           |
| M105    | Bridport  | 1992       | 1993–2004  | nach Estland verkauft (Ugandi)                         |
| M106    | Penzance  | 1997       | seit 1998  |                                                        |
| M107    | Pembroke  | 1997       | 1998–2024  | nach Rumänien verkauft (Capitan Constantin Dumitrescu) |
| M108    | Grimsby   | 1998       | 1999–2023  | an die Ukraine abgegeben                               |
| M109    | Bangor    | 1999       | seit 1999  |                                                        |
| M110    | Ramsey    | 1999       | 2000–2021  | außer Dienst                                           |
| M111    | Blyth     | 2000       | 2001–2021  | nach Rumänien verkauft (Sublocotenent Ion Ghiculescu)  |
| M112    | Shoreham  | 2001       | 2001–2023  | an die Ukraine abgegeben                               |

 Saudi-Arabien
Von der saudischen Marine wurden insgesamt drei Boote der Klasse in Auftrag gegeben und werden seit den 1990er-Jahren von ihr betrieben:
| Kennung | Name     | Stapellauf | Dienstzeit | Verbleib |
| ------- | -------- | ---------- | ---------- | -------- |
| 420     | Al Jawf  | 1989       | seit 1990  |          |
| 422     | Shaqra   | 1991       | seit 1993  |          |
| 424     | Al Kharj | 1993       | seit 1994  |          |

 Estland
In den Jahren 2007 bis 2009 wurden drei ehemalige britische Einheiten des ersten Bauloses von der estnischen Marine in Dienst gestellt:
| Kennung | Name          | Dienstzeit | Verbleib |
| ------- | ------------- | ---------- | -------- |
| M313    | Admiral Cowan | seit 2007  |          |
| M314    | Sakala        | seit 2008  |          |
| M315    | Ugandi        | seit 2009  |          |

 Rumänien
Im Jahr 2023 wurden zwei Exemplare des zweiten Bauloses von der Royal Navy an Rumänien verkauft.
| Kennung | Name                          | Dienstzeit              | Verbleib |
| ------- | ----------------------------- | ----------------------- | -------- |
| M270    | Sublocotenent Ion Ghiculescu  | seit 27. September 2023 |          |
| M217    | Capitan Constantin Dumitrescu | seit 5. August 2025     |          |

 Ukraine
Im Jahr 2023 wurden weitere zwei gebrauchte Exemplare von den Briten an die ukrainische Marine abgegeben. Die Türkei verweigert die Durchfahrt der beiden Minenräumschiffe durch den Bosporus, unter Berufung auf den Vertrag von Montreux.
| Kennung | Name        | Dienstzeit        | Verbleib |
| ------- | ----------- | ----------------- | -------- |
| M310    | Tschernihiw | seit 2. Juli 2023 |          |
| M311    | Tscherkassy | seit 2. Juli 2023 |          |